# ブラジル高速鉄道
ブラジル高速鉄道（ポルトガル語: Trem de Alta Velocidade、略称TAV）は、ブラジルの高速鉄道計画。リオデジャネイロ - サンパウロ間で計画されており、2032年開業を目標としている。

## 概要
ブラジル高速鉄道はリオデジャネイロからサンパウロを結ぶ鉄道路線として開業する予定。2000年代に経済成長による航空インフラ容量の逼迫、相次ぐ航空事故などで鉄道輸送の気運が高まったことを受け、ブラジル政府が事業計画を推進している。
当初は2014 FIFAワールドカップに合わせる予定で、サンパウロからリオデジャネイロまでを結ぶ鉄道として計画され、後にカンピーナスまでの約100kmを延長することがブラジル政府により決定されていた。延長後の総距離は518kmに及ぶ。しかし、計画は遅れており、2009年7月には施工会社の入札まで終えている予定だったが、2011年に至っても施工業者すら決められず、2014年までに竣工しなかった。その後、2016年に開催されるリオデジャネイロオリンピックに合わせて開業することが見込まれていたが、これにも間に合わなかった。
2011年7月11日に入札が行われ、7月29日に落札企業を発表する予定であったが、7月11日に応札する企業がなく、実質3度目の延期となった。入札する際は建設する技術を持っていることが前提。落札の基準は想定運賃の安い企業。落札した企業には40年間の運営や運賃の上限設定が求められ、事業費は70％程度を政府が出資した上で、残り30％は民間から調達し、さらにその30％のうち80％はブラジル企業が、20％が落札企業が負担することとされていた。
2023年2月、国家陸運庁（Agência Nacional de Transportes Terrestres、ANTT）理事会はTAVブラジル社に対し、高速鉄道建設および運営に関する契約締結を承認した。

## 特徴
- 距離 378km
- 総事業費 500億レアル（見積額、2023年11月時点のレートで約1兆3000億円）
- 所要時間
- 軌間 1435mm[6]（注：ブラジルの在来線（都市間鉄道）には狭軌（メーターゲージ）か広軌が多い。ブラジルの鉄道#軌間を参照。）
- 最高速度 時速330km[6]

上記数値はメディアにより数値が多少違うことがある。

## 各国の動き
以下に最有力候補とされる国とその企業を示す。

### 韓国

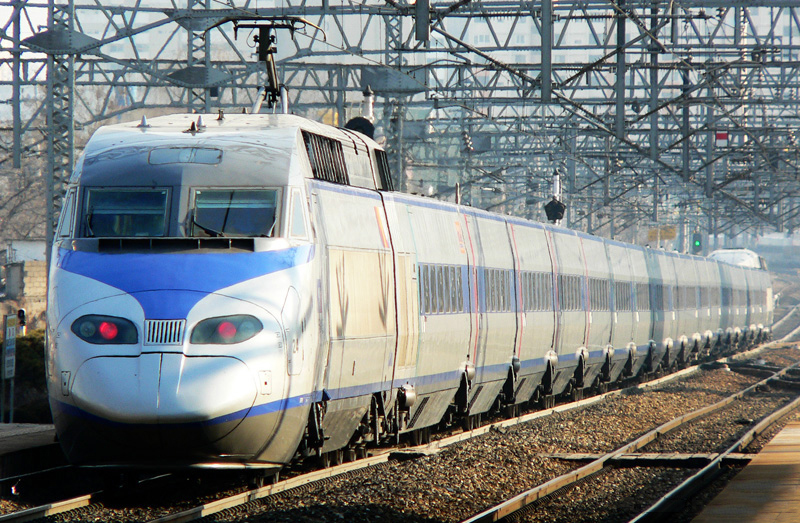
KTXの初期車両KTX-I

韓国の企業連合は韓国鉄道公社、現代重工業、現代ロテム、サムスンSGS、LG CNSなど総22社から成る。
特に2010年11月29日に予定されていた入札では、高いリスク（後述）を嫌い各国企業連合が入札を見送る中、唯一応札する意志を示していた。韓国も条件とされているサンパウロ - リオデジャネイロ間の運賃199レアルを下回る運賃で運行が可能だとしており、当初は落札する見込みがもっとも高いとされていた。この背景には韓国企業連合が韓国政府の支援を受けており、リスク度外視でも同国が保有する韓国高速鉄道（KTX）の技術の初海外輸出に結び付けたい意志があったとされる。また、地元資産家や建設会社と接触し、建設段階から協力する見込みもある。
これらの理由からもっとも有力視されていた韓国企業連合だが、2010年11月26日になって入札は急遽2011年4月11日まで延期され、さらに4月7日になると7月11日まで再延期された。その理由としてブラジル政府は「政治的な判断」としていたが、実績の少ない韓国高速鉄道に不安を抱いているためとも、韓国企業連合の単独入札になるのを嫌い形式的にでも競争入札になることを狙ったものだとも言われている。
韓国企業連合内部でも、ブラジル企業が土木事業の80％以上を手がけることになる条件から採算性を危ぶみ、現代アムコなど建築企業4社が2011年4月1日に連合離脱を表明、残る建築企業も存続に懸念を示す。また、施工にかかる事業費を実際より低く見積もっていたことが発覚し、韓国事業団の団長であった漢陽大学校の教授が解任されるなど問題も生じた結果、結局2011年7月の入札では韓国勢も入札を見送った
さらに、KTXは2011年までに韓国内で多数の事故を起こしていることから安全性に疑問が呈されており、入札に影響が及ぶ可能性が指摘されている。

### 日本

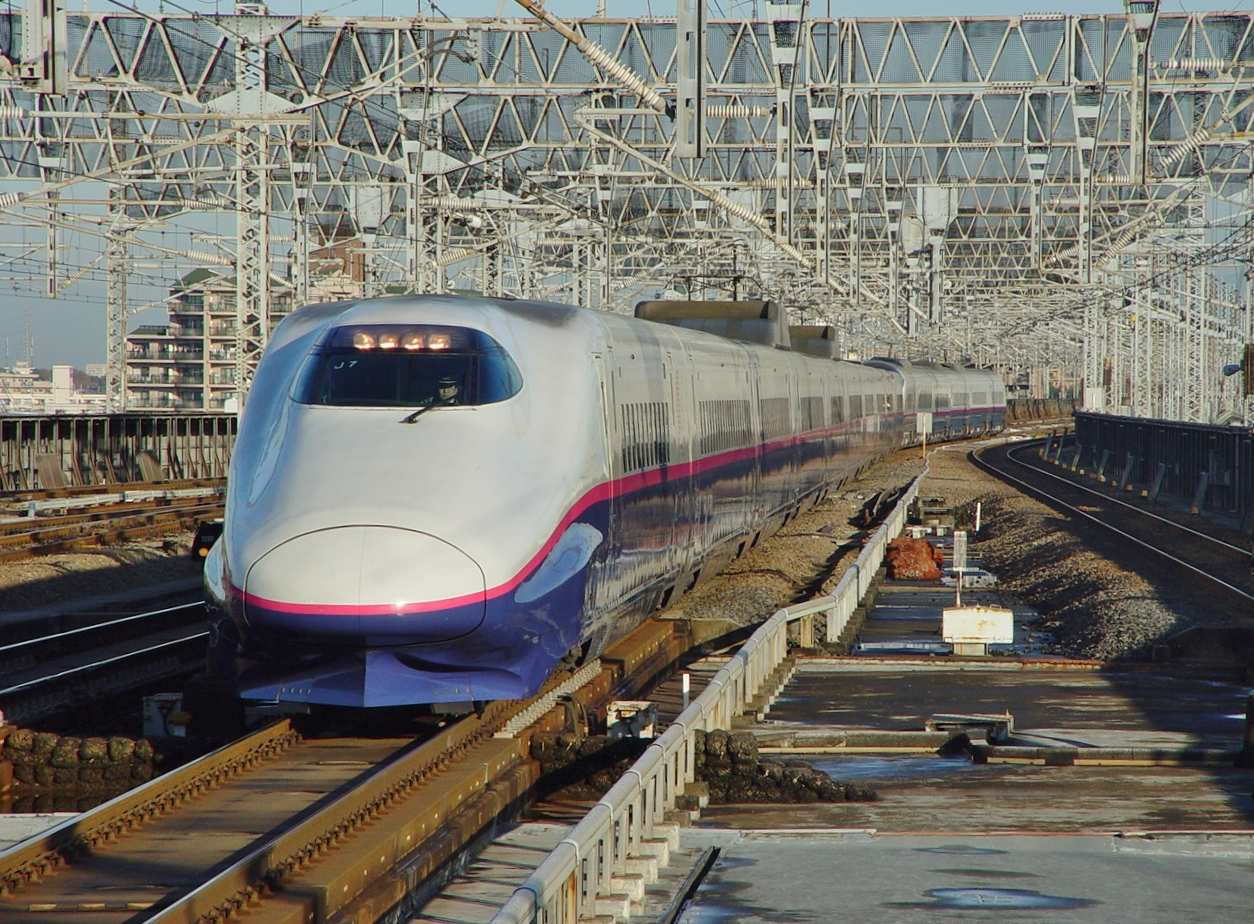
JR東日本E2系

日本の企業連合は三井物産・三菱重工業・東芝・日立製作所から成る。
技術については日本の新幹線技術を売り込む予定で、駅舎など地上施設を一手に受注し、さらに駅に接続するショッピングセンターやオフィスなども建設して利益を得、鉄道建設費の縮小に充てるのが日本の方針。しかし需要予測が甘く、リスクが大きいなどの理由で2010年11月29日の入札は見送った。入札が延期されたのを受け、ブラジル政府に条件の改善を求めていたが、実現には至っていない。

### フランス

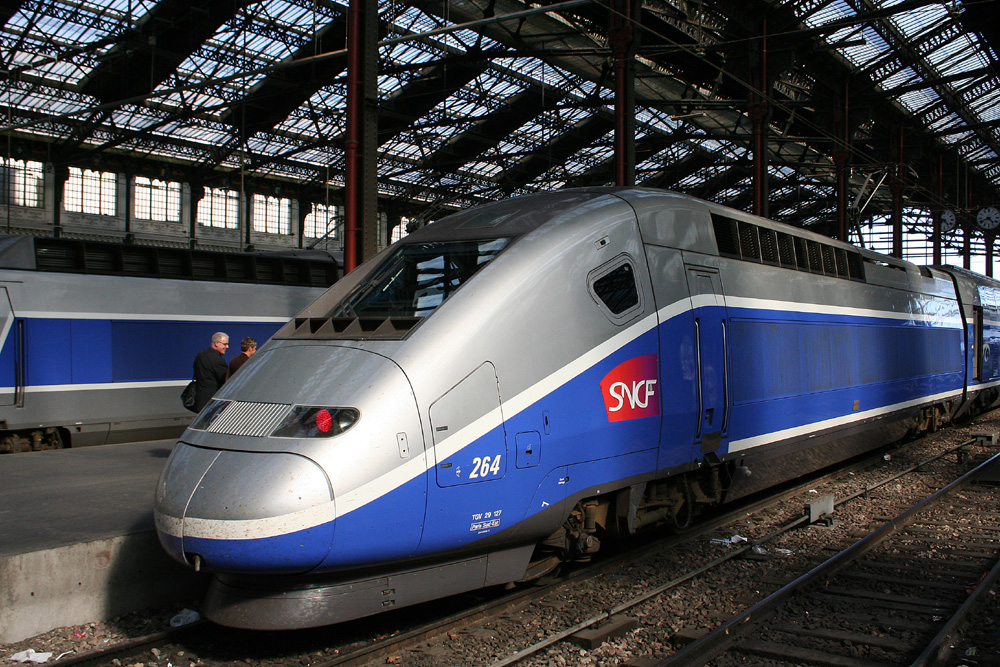
フランス国鉄TGV Duplex

フランスの企業連合はアルストムを中心に成っている。アルストムはフランスでTGVの車両を開発・製造しており、TGV輸出版も担当した。ブラジル国内においても同社はサンパウロ地下鉄に車両納入や信号システムの構築を担当した実績がある。今回もTGVの技術を売り込む予定であったが、日本と同じ理由で入札は見送った。入札延期後の予定については明らかではない。延期された2013年8月の入札期限では唯一応札したとされる。

### スペイン
RENFEとCAF、交通インフラの建設・コンサルティング企業イネコが合同で受注を目指している。広軌在来線を活用する場合、同国の軌間可変技術タルゴが有利になる見方もある。
2013年7月24日、RENFEの運行する高速列車アルビアが脱線事故を起こしたため（サンティアゴ・デ・コンポステーラ列車脱線事故を参照）、スペインも入札資格を取り消される可能性があったが、ブラジル政府の配慮で取り消しはなかった。

### ドイツ
シーメンス社を中心としたコンソーシアムが参入意欲をみせている。

### イタリア
鉄道車輌メーカーのアンサルドブレーダ社を中心としたコンソーシアムが参入意欲をみせている。また、開発コンサルタントのイタルプラン社（Italplan S.p.A）がブラジルの鉄道施術建設公社（VALEC）と組んで受注を目指している。

### 中国
当初は建設分野を中心にCRM社(中国铁路物资股份有限公司)が参入意欲をみせていたが、採算性が合わないとして、2011年7月の入札には応じなかった。
その後、2011年7月の高速鉄道衝突脱線事故で入札参加資格を満たさず、門前払いとなる公算が大きくなった。

## 問題
ブラジル高速鉄道は様々な要因により遅れが見込まれており、また興味を示している各国の企業連合も、参加には慎重な構えである。

### 地理的条件
現行案でリオデジャネイロ - サンパウロ間に鉄道を敷く場合、リオデジャネイロを出てすぐに高低差800mの急斜面を登り、2つの山脈の間を川に沿って走る形を余儀なくされている。その区間に必要とされているトンネルや高架は合わせて200kmにも上り、建設費用の増大が考えられる。また沿線の半分程度の区間は工場地帯を走るため、地価が高く用地買収の困難さも予想される。

### 40年間の運営
ブラジル政府が提示した条件には、落札した企業が40年間の事業運営を求められる。また運賃上限は1kmあたり0.49レアルと定められている。しかしブラジル政府の需要予測が甘く、さらに用地買収には困難が予想され工事延期で追加負担が発生する恐れがあるなどリスクが大きく、収益が見込めないとし、日本やフランスの企業連合は応札を見送る方針を示していた。この甘い需要予測や高いリスクを是正するよう、日本の企業連合がブラジル政府に働きかけたこともあったが、ブラジル政府は2011年1月時点で「需要予測に誤りは無い」として変更するつもりはないことを告げた。

### 入札の遅れ
ブラジル政府の予算調達の遅れや、上記の困難さから各国企業連合は参加に難色を示していることなどから、入札は大幅に遅れた。
2010年11月29日に予定していた入札も、直前の26日になって2011年4月11日まで延期すると発表し、さらに4月7日になって7月11日まで延期すると発表され、さらに7月11日になっても応札する企業はなかった。各国企業の懸念材料である40年間の運営や出資割合についてもブラジル政府は譲歩を示さず、遂には入札自体が凍結されている状況である。

### ブラジルの政治・経済情勢による事業自体の先行き
2013年6月、サッカーのコンフェデレーションカップ開催期間中にもかかわらず、多くの国民が大都市圏内交通の改善を求めるデモ（2013年ブラジル抗議運動を参照）が展開され、都市内交通の改善への投資が必要という世論に直面したジウマ政権が高速鉄道による都市間交通よりもそれらを優先する動きも見せ始めている。
2013年7月、サンパウロとブラジリアのメトロ（一部地下を含む都市鉄道）やパウリスタ都電公社（CPTM、サンパウロ都市圏鉄道会社）の事業入札において、同社が他の高速鉄道入札企業とともにカルテルを行っていたことを認めたため、影響する可能性がある。ブラジルの法律では、同国で不正を働いて獲得した契約について、契約額の20％に相当する罰金が科される。このため、シーメンス社が自社の罰金額を軽くするためにカルテル相手を通報したものとみられる。通報された企業はボンバルディア、CAF、アルストム、三井物産など。後者2社は当局の調査に応じている。
8月12日、ボルジェス運輸相は延期は競争を促すためで、地下鉄などの建設工事に関する外国企業の価格操作疑惑とその調査には関係していないと述べた。
2013年8月の入札参加期限が3度目の延期となったのは、こうした事情に加えこの時期の強行が翌年の大統領選挙に及ぼす影響を考慮したともされる。

## 歴史
- 2006年
  - 6月 - フラッグ・キャリアであるヴァリグ・ブラジル航空の経営危機が深刻化
  - 6月29日 - ゴル航空1907便墜落事故
  - 12月5日 - ブラジリアで通信エラーによる航空管制トラブル[27]
- 2007年
  - 3月18日 - サンパウロ・コンゴーニャス空港の滑走路閉鎖で全国の空港に発着遅延拡大[28]
  - 6月 - 航空危機を受けて高速鉄道構想が本格化[29]
  - 7月17日 - TAM航空3054便オーバーラン事故でコンゴーニャス空港が麻痺状態
  - 7月21日 - マナウスの停電事故で防空・航空管制統合センターが約3時間機能を停止し、国際及び国内航空路線便に大きな支障を来たす[30]
  - 10月30日 - FIFAの理事会で2014 FIFAワールドカップの開催国がブラジルに決定
  - 11月3日 - 韓国KTXが釜山駅構内で正面衝突事故
- 2008年
  - 4月21日 - ロウセフ官房長官が技術移転の条件つきで年内の入札を目指すと表明[31]
  - 5月12日 - 日本鉄道車両輸出組合（JORSA）主催でリオ、サンパウロ、ブラジリアの3都市でセミナーを初開催、日本から官民20人が参列[32]
- 2009年
  - 4月2日 - イギリスの開発コンサルタントのホールクロー（Halcrow）社が事業計画に対する事業採算性報告書を提出[33][34]
    - 2010年着工、2014年のワールドカップに開業を目指す
    - リオ都市圏に3駅、サンパウロ都市圏に3駅、カンピーナスに2駅を設ける

  - 5月14日 - 訪日中のサンパウロ市ジルベルト・カサビ市長が首相官邸を訪問、麻生太郎首相（当時）と意見交換[35]
  - 6月16日 - 伯日議連主催の高速鉄道セミナーがブラジリアの下院ネレウ・ラモス講堂で行われた[36]
  - 8月 - リオ市内のTAV拠点駅として、カンポ・デ・マルテを検討[37]
  - 10月2日 - IOC総会で2016年夏季オリンピックの開催地がリオ・デ・ジャネイロに決定
- 2010年
  - 7月13日 - ブラジル政府、初の入札公示[38]
    - 2011年着工、2016年リオデジャネイロ五輪前に開業
    - 建設、運営、維持は上下一体方式
    - 40年間の経営権を付与したBOT方式
    - 入札期限は11月29日で12月16日結果公表
    - 上限運賃は1kmあたり0.49レアル[39]

  - 11月26日 - 29日の入札を翌年4月11日に延期（応札予定者は韓国のみ）
- 2011年
  - 1月1日 - 第36代大統領にジルマ・ルセフ氏が就任
  - 2月11日 - 韓国の高速鉄道KTXの光明駅付近の日直トンネルで分岐器の整備不良により脱線、負傷者1人（日直トンネルKTX脱線事故（朝鮮語版））
  - 3月11日 - 東北地方太平洋沖地震（東日本大震災）によって東北新幹線が直ちに運行中断（死傷者なし、試運転列車1本が脱輪したほか、甚大な設備の損傷）
  - 4月1日 - 韓国側のコンソーシアムからゼネコン4社が脱退
  - 4月7日 - 4月11日の入札期限を7月11日に延期
  - 7月11日 - 応札企業なく延期
- 2012年
  - 8月 - ブラジル政府、事業計画素案を公表[40]
    - 運営事業者側の条件に「10年以上の無事故運営」[41]経験
    - 上限運賃は1kmあたり0.49レアル
    - 運営事業者が政府に支払う線路使用料は1列車キロあたり66.12レアル
    - 上下分離方式に変更

  - 10月11日 - 韓国企画財政部、東京で行われた韓伯財務相会談で事業経験の緩和を要請[42]
  - 10月30日 - 上記素案の運営経験の緩和示唆[43]
    - 2013年5月29日に運営事業者の入札、2014年に建設・保有事業者の入札実施

  - 12月13日 - 正式な事業計画を公表[44]
    - 運営事業者入札実施は2013年8月13日に延期、9月19日結果公表予定
    - 運営事業者が政府に支払う線路使用料は1列車キロあたり70.31レアルに上昇
    - 無事故運営経験を10年から5年に緩和（これにより、韓国側の参加が可能とみられる）
- 2013年
  - 6月 - FIFAコンフェデレーションズカップ2013開催
  - 6月28日 - 民間企業参加促進のため落札条件を改訂[45]
    - 高速鉄道の収益率を6.32％から8.0％～8.5％に引き上げ
    - 最低入札価格は276億レアル程度

  - 7月3日（日本時間） - 入札条件を再緩和
    - 運営事業者が政府に支払う線路使用料は1列車キロあたり68.08レアルに引き下げ
    - これにより、約270億レアルとみられた入札価格は10%程度下がる見通し

  - 7月24日 - スペインで高速列車アルビアの脱線事故（サンティアゴ・デ・コンポステーラ列車脱線事故）
  - 8月1日 - ブラジルのボルジェス運輸相、スペイン企業を排除しないことを表明[17]
  - 8月13日（日本時間） - 現地時間12日、ブラジル政府が3度目となる入札の最低1年間延期を表明
- 2014年
  - 6月 - 2014 FIFAワールドカップ開催
  - 10月 - ブラジル大統領選挙
- 2016年
  - 8月 - リオデジャネイロオリンピック開催
- 2023年
  - TAVブラジル社に対し、高速鉄道建設および運営に関する契約締結

## 競合交通機関
今後高速鉄道が開業した際にライバルとなりうる交通機関を挙げる。

### 航空機
航空機は、現在のリオデジャネイロ - サンパウロ間の主な交通手段であり、開通後の大きなライバルと見られている。
両都市共に中心部に空港がありアクセスが良く、シャトル便で年330万人が行き来していた2008年時よりもさらに増加し、年間旅客は740万人に達している。
この伸びはOAGによる路線別航空旅客の世界ランキングでも、東京-札幌間に次ぐ規模となったことからも裏付けられている。（2012年9月15日の週の片道一日平均）
片道の所要時間はシャトル便でおよそ50分で、高速鉄道に比べ短時間で済む。
しかし完全に競合するわけでもなく、高速鉄道はグアルーリョス国際空港、アントニオ・カルロス・ジョビン国際空港、ヴィラコッポス国際空港という主要空港を結ぶ交通機関としての役割も担うことになる。

### 長距離バス
リオデジャネイロ - サンパウロ間にはバスも走っている。時間は6時間ほどとかなりかかるものの、運賃は片道100レアルと、高速鉄道が想定している運賃の半額である。